# Moose Wilson Road
Moose Wilson Road est une zone incorporée (CDP) située dans la vallée de Jackson Hole dans le comté de Teton au nord-ouest du Wyoming aux États-Unis. D'une superficie de 17,9 km², la zone accueille une population de 1 439 habitants.

## Démographie
Selon le recensement de 2000, la zone statistique accueillait 1 439 habitants dans 1 183 habitations. 96,94 % de la population était blanche. 25,6 % de la population a moins de 25 ans, 34,3 % entre 25 et 44 ans, 32,7 % entre 45 et 64 ans et 7,4 % plus de 65 ans. Le revenu moyen par habitant était de 71 291 dollars.